# 27-я танковая дивизия (вермахт)
27-я танковая дивизия (нем. 27. Panzer-Division) — тактическое соединение сухопутных войск нацистской Германии. Принимала участие во Второй мировой войне.

## История
Дивизия была создана осенью 1942 года из боевой группы «Михалик» 22-й танковой дивизии и резервов Генерального штаба в составе 2-й армии. Общая численность дивизии едва достигала 3000 человек. Первоначально её подразделения выполняли функции резервов и полицейских частей на оккупированных территорий. Во время советского наступления дивизия была разбита и рассеяна. Её отдельные части сражались в составах 2-й немецкой, 8-й итальянской, 1-й и 2-й венгерских армий под Воронежем, Ворошиловградом, Харьковом и в Донбассе.
На 16 декабря 1942 года 27-я танковая дивизия имела, по советским данным, до 6500 чел., 76 орудий (из них 24 ПТО), 90 миномётов, 92 станковых пулемёта, 300 мотоциклов, до 150 танков в районе Оробинский, Гадючье.
К концу года в дивизии осталось всего 11 танков (ещё 20 её танков находились при штабе 2-й германской армии). К 8 февраля 1943 года ряды дивизии насчитывали примерно 1590 человек (в 127-м сапёрном батальоне остались всего 1 офицер и 35 солдат; в 1-м батальоне 140-го моторизованного полка — 5 офицеров и 165 солдат). Дивизия была расформирована, её части пошли на пополнение других танковых дивизий.

## Командующие
- Полковник Гельмут Михалик (1 октября — 29 ноября 1942)
- Полковник Ганс Трегер (30 ноября 1942 — 25 января 1943)
- Полковник Иоахим фон Кронхельм (26 января — 15 февраля 1943)

## Боевой состав
Сентябрь 1942 года:
- 127-й танковый батальон (бывший 3-й батальон 204-го танкового полка 22-й танковой дивизии)
- 140-й моторизованный полк (2 батальона 22-й танковой дивизии)
- 127-й артиллерийский полк
  - 1-й дивизион бывшего 677-го артиллерийского полка резерва Генштаба
  - 2-й дивизион бывшего 677-го артиллерийского полка резерва Генштаба
  - 1-й дивизион 140-го артиллерийского полка 22-й танковой дивизии
  - 1-й дивизион 51-го артиллерийского полка резерва Генштаба
- 127-й дивизион истребителей танков (бывший 560-й дивизион резерва Генштаба)
- 127-й сапёрный батальон (бывший 260-й батальон 260-й пехотной дивизии)
- 127-й рота связи

1943 год:
- 127-й танковый батальон
- 140-й моторизованный полк
- 127-й артиллерийский полк
- 27-й разведывательный батальон
- 127-й дивизион истребителей танков
- 127-й сапёрный батальон
- 127-й батальон связи

## Награждённые Рыцарским крестом Железного креста
- Рудольф Мемпель, 5.12.1943 — полковник, командир 140-го моторизованного полка